# Subarnachar Upazila
Subarnachar Upazila är ett underdistrikt i Bangladesh. Det ligger i den sydöstra delen av landet, 140 km sydost om huvudstaden Dhaka.
Trakten runt Subarnachar Upazila består till största delen av jordbruksmark.